# Victoria Nygren
Johanna Victoria Nygren, född 3 januari 1885 i Norsjö i Västerbotten, död där 10 november 1965, var en svensk konstnär.

## Biografi
Victoria Nygren föddes och växte upp i byn Norrby i Norsjö, där hennes föräldrar ägde en gård med jordbruk. Fadern var hemmansägare och lekmannapredikant. Hon var äldst av åtta syskon, däribland yngste brodern Bertil Nygren, lärare och medarbetare vid Dialekt- och folkminnesarkivet i Uppsala. Under hela sin tid som lärare hade Victoria Nygren teckning som hobby och hon umgicks flitigt med norsjökonstnärerna Hildur Halleborg Nordwall och Mauritz Lindqvist. Hon bodde hela sitt liv i Norsjö och gifte sig aldrig. Hon arbetade som småskollärare fram till 1935, då hon slutade på grund av sjukdom. Delar av interiören från hennes lilla stuga i Norrby är i det närmaste autentiskt återskapade i Fannygården på Norsjöbygdens hembygdsmuseum i Norsjö.

## Konst
Nygren saknade var autodidakt och kan betecknas som en äktnaiv konstnär.
Hon var djupt religiös och hennes konstnärskap är sammanvävt med en intensiv religiös känsla. Hon målade egna drömmar och visioner, ofta med inspiration från Uppenbarelseboken i Bibeln. "Träden kan inte vara gröna i himlen", sägs hon ha svarat på frågan om varför hon målade röda träd. Förutom religiösa motiv målade hon gärna det norrländska landskapet i få toner , med röda stugor, fjäll och hjortronmyrar. Dessutom målade hon expressiva stillebenmålningar, oftast blommor.
Victoria Nygren målade länge i avskildhet. Konstnären Martin Åberg och konst- och kulturhistorikern Gustaf Näsström uppmuntrade henne och hon hade till slut sin första separatutställning och utställningsdebut i november 1944 på Västerbottens museum, vid 60 års ålder. Alla hennes tavlor såldes. 
Hon deltog därefter i ett flertal samlingsutställningar och hade även separata utställningar. Victoria Nygren hade två samlingsutställningar i Stockholm 1948-1949 och efter dessa var hon ett av de stora namnen i svensk naiv konst. År 2016 gav Västerbottens museum en omfattande retrospektiv utställning med Victoria Nygrens verk.

### Offentlig utsmyckning
En av hennes märkligaste religiösa tavlor är Kristi Eld, i Norsjö församlingshem; hon arbetade med denna tavla i fyra år. Änglarna vid Sveriges gräns visar hur Sverige genom änglarnas beskydd undgick det senaste världskriget. 
Victoria Nygren finns representerad på Västerbottens museum, Umeå museum och i Skellefteå konsthall.

### Kritik
"Det är en ensam människa, isolerad och präglad av sin ensliga tillvaro, som här träder emot åskådaren. Det är norrlänningen själv, sådan han blivit genom generationernas ständiga kamp mot mörker, köld, avstånd och armod. I flera av hennes landskapsbilder möter man samma underton." Artur Berglund (Signaturen Abedé) i Folkbladet nov 1944.
"Fröken Victoria Nygren, ett naturbarn av renaste vatten från Norsjö. (…) Fröken Victoria Nygren är nämligen ett problembarn… ett ålderstiget problembarn, men hon har barnasinnet i behåll… Hon komponerar med intuitiv säkerhet, naturbegåvning som hon är. Ser man till det som inifrån är tilltalas man av upplevelsens styrka och den friska ursprungligheten." Einar Härlin i Västerbottens-Kuriren nov 1944.
"Hon är i detta landet en av de verkligt naiva i sin konst, ja naivare än naivisterna till och med, med en fond av verklig målerisk begåvning, stundom i sin renhet och sin innerliga känsla på och över gränsen till det sublima. Man måste gratulera Västerbotten att ha fått denna äkta konstnär." Konstkritikern Nils Palmgren i Dagens Nyheter, 1949.
"De [målningarna] ägde det slags öververklighet som bara en äkta naivist kan skapa i ögonblick av stor förälskelse inför motivet". Berta Hansson i tidningen Vi december 1966.
Victoria Nygren utgav 1963 diktsamlingen Mitt livs sånger.
Romanen I själen förskräckt av författaren Anita Salomonsson från år 2000 bygger helt på Viktoria Nygrens liv. När Salomonsson sökte bilder på änglar under arbetet med sin första roman Änglabilder kom hon Victoria Nygrens arbeten på spåren. Senare fick hon också tillgång till brev och opublicerade texter av Nygren. Det var då Anita Salomonsson såg att Victoria Nygrens liv utgjorde ett unikt människoöde och stoffet till en ny roman låg framför henne.